# Euphyia obvallata
Euphyia obvallata là một loài bướm đêm trong họ Geometridae.